# Szyfr Bacona

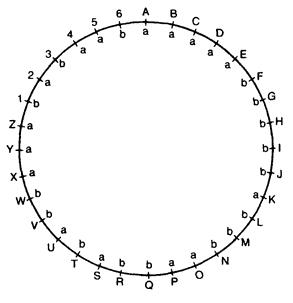
Cykliczny ciąg znaków.

Szyfr Bacona jest szyfrem, w którym tekst zaszyfrowany zawiera pięcioliterowe ciągi złożone z liter a i b. Szyfrowanie i odszyfrowanie przebiega według schematu:
```
 A  = aaaaa
 B  = aaaab
 C  = aaaba
 D  = aaabb
 E  = aabaa
 F  = aabab
 G  = aabba
 H  = aabbb
I/J = abaaa
 K  = abaab
 L  = ababa
 M  = ababb
 N  = abbaa
 O  = abbab
 P  = abbba
 Q  = abbbb
 R  = baaaa
 S  = baaab
 T  = baaba
U/V = baabb
 W  = babaa
 X  = babab
 Y  = babba
 Z  = babbb
```

## Przykład
- "Wikipedia" → "babaa abaaa abaab abaaa abbba aabaa aaabb abaaa aaaaa"
- "Szyfr Bacona" → "baaab babbb babba aabab baaaa aaaab aaaaa aaaba abbab abbaa aaaaa" lub "baaabbabbbbabbaaababbaaaa aaaabaaaaaaaabaabbababbaaaaaaa"